# Meyer Shank Racing
Meyer Shank Racing (anciennement Michael Shank Racing) est une écurie de sport automobile américaine fondée par Michael Shank en 1989. Elle est basée à Colombus dans l'Ohio.
Lorsqu'il crée son écurie, Michael Shank dit Mike Shank est encore pilote automobile. En 1997, il se retire des compétitions pour mieux se concentrer sur son écurie. Michael Shank Racing connaît rapidement le succès en Champ Car Toyota Atlantic Championship.

## 2004-2013: Rolex Sports Car Series
L'écurie rejoint le Championnat nord-américain Grand-Am Rolex Sports Car Series dans la catégorie Daytona Prototype (DP) en 2004.
En 2012, l'écurie remporte les 24 Heures de Daytona et la seconde voiture engagée termine troisième.

## Depuis 2014: United SportsCar Championship
En 2014, Michael Shank Racing s'engage dans la catégorie prototype du tout nouveau United SportsCar Championship issu de la fusion des deux championnats majeurs d'Amérique du Nord de sport-prototype qu'était le Grand-Am Rolex Sports Car Series et l'American Le Mans Series. L'écurie termine 6e du championnat avec la Riley-Ford et obtient pour meilleur résultat une 2e place à Road America.
De 2015 à 2016, l'équipe engage une Ligier JSP2 Honda, et participe notamment aux 24 Heures du Mans 2016.

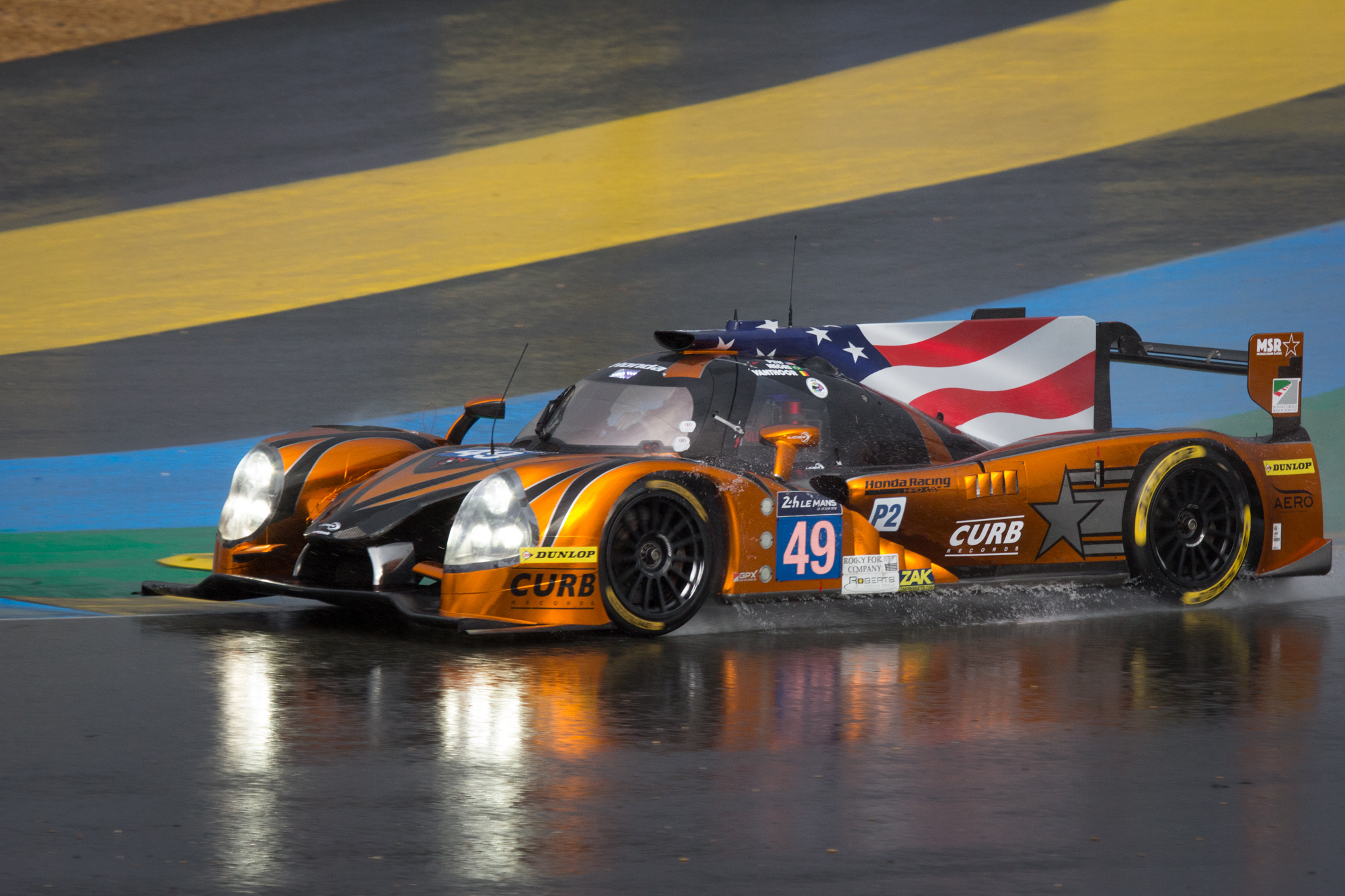
La Ligier JS P2 lors des 24 Heures du Mans 2016.

En 2017, elle passe à la catégorie GTD en engageant deux Acura NSX GT3.

## Depuis 2017: IndyCar Series
Meyer Shank Racing envisage de s'inscrire en IndyCar dès 2012, mais le projet n'aboutit pas.
L'écurie dispute sa première course en IndyCar lors des 500 miles d'Indianapolis 2017, avec Jack Harvey comme pilote. Harvey abandonne après 65 tours, sur accrochage avec Conor Daly.
MSR et Harvey disputent un programme partiel les deux saisons suivantes et décrochent leur premier podium en 2019, lors du Grand Prix d'Indianapolis disputé sur le circuit routier deux semaines avant les 500 miles.
En 2020, l'écurie et le pilote courent sur l'ensemble de la saison et finissent à six reprises dans le top 10 en quatorze courses.
Une deuxième monoplace est engagée à temps partiel en 2021, confiée au vétéran Hélio Castroneves. Le Brésilien remporte les 500 miles d'Indianapolis, première victoire de l'écurie en IndyCar.
En 2022, l'écurie aligne deux monoplaces à temps plein. Jack Harvey est remplacé par Simon Pagenaud, titré en 2016 chez Penske. Castroneves est reconduit. Le seul résultat notable est le deuxième place de Pagenaud au Grand Prix d'Indianapolis, MSR oscille entre le milieu et le fond de grille le reste de l'année.
La saison 2023 est la pire de l'écurie, qui végète en fond de grille et ne décroche qu'un top dix sur l'ovale du Texas grâce à Castroneves. Simon Pagenaud se blesse à Mid Ohio, sa voiture part en tonneaux à haute vitesse à cause d'une panne de freins, et est forfait jusqu'à la fin du championnat. MSR se sépare du Français à l'issue de la saison.